# Alejandro Semenewicz
Alejandro Semenewicz (1. června 1949 Buenos Aires – 1. dubna 2024 Villa Domínico) byl argentinský fotbalový záložník.

## Klubová kariéra
Začínal v Argentině v týmu Deportivo Morón. Dále hrál za CA Independiente, se kterým vyhrál dvakrát argentinský šampionát, čtyřikrát Pohár osvoboditelů a v roce 1973 Interkontinentální pohár. Dále hrál i v Kolumbii za Atlético Nacional Medellín. V Poháru osvoboditelů nastoupil ve 41 utkáních a dal 1 gól a v Interkontinentálním poháru nastoupil ve 4 utkáních.

## Reprezentační kariéra
Za reprezentaci Argentiny nastoupil v roce 1972 v 9 utkáních.

## Ligová bilance
| Ročník                            | Zápasy | Góly | Klub                       |
| --------------------------------- | ------ | ---- | -------------------------- |
| Primera División (Argentina) 1969 | -      | -    | Deportivo Morón            |
| Primera División (Argentina) 1970 | -      | -    | CA Independiente           |
| Primera División (Argentina) 1971 | -      | -    | CA Independiente           |
| Primera División (Argentina) 1972 | -      | -    | CA Independiente           |
| Primera División (Argentina) 1973 | -      | -    | CA Independiente           |
| Primera División (Argentina) 1974 | -      | -    | CA Independiente           |
| Primera División (Argentina) 1975 | -      | -    | CA Independiente           |
| Primera División (Argentina) 1976 | -      | -    | CA Independiente           |
| Categoría Primera A 1977          | -      | -    | Atlético Nacional Medellín |
| Categoría Primera A 1978          | -      | -    | Atlético Nacional Medellín |
| Categoría Primera A 1979          | -      | -    | Atlético Nacional Medellín |
| CELKEM Primera División           | -      | -    |                            |